# Bush (zespół muzyczny)
Bush – brytyjski zespół rockowy pochodzący z Londynu.

## Historia
Został założony w 1992 przez Gavina Rossdale i Nigela Pulsforda. Nazwa zespołu pochodzi od dzielnicy Londynu, w której mieszkali muzycy – Shepherd’s Bush. Zespół znany był również jako BushX – ponieważ w Kanadzie istniał w latach 70. zespół o nazwie Bush, a jego lider miał prawa do tej nazwy na rynku kanadyjskim (w 1997 r. prawa zostały wykupione).
Pierwsza płyta zespołu, Sixteen Stone ukazała się w 1994 r. – nie odniosła ona sukcesu na rynku brytyjskim, jednak w USA sprzedano 7 mln egzemplarzy. Następny album, Razorblade Suitcase zajął 1. miejsce US Album Chart. Po wydaniu czwartego albumu, Golden State i rozczarowaniu w związku z jego kiepską sprzedażą, zespół zakończył działalność. W 2005 r. wydano kompilację największych przebojów zespołu i CD oraz DVD z teledyskami.
W 2010 roku zespół wznowił działalność.

## Dyskografia
Albumy studyjne
| Sixteen Stone               | - Data: 6 grudnia 1994 - Wydawca: Interscope Records       | 4  | 42  | 5  | –  | 68 | - CAN: 6x platynowa płyta                   |
| Razorblade Suitcase         | - Data: 19 listopada 1996 - Wydawca: Interscope Records    | 1  | 4   | 12 | 13 | 37 | - CAN: 5x platynowa płyta - UK: złota płyta |
| The Science of Things       | - Data: 26 października 1999 - Wydawca: Interscope Records | 11 | 28  | –  | 18 | 19 | - CAN: platynowa płyta                      |
| Golden State                | - Data: 23 października 2001 - Wydawca: Atlantic Records   | 22 | 53  | –  | 11 | 10 |                                             |
| The Sea Of Memories         | - Data: 13 września 2011 - Wydawca: Zuma Rock Records      | 18 | 200 | –  | 43 | 29 |                                             |
| Man on the Run              | - Data: 21 października 2014 - Wydawca: Zuma Rock Records  | 33 | –   | –  | –  | 69 |                                             |
| „—” album nie był notowany. |                                                            |    |     |    |    |    |                                             |

Kompilacje
| Deconstructed               | - Data: 11 listopada 1997 - Wydawca: Interscope Records | 36 | 177 | - CAN: platynowa płyta |
| The Best of: 1994–1999      | - Data: 14 czerwca 2005 - Wydawca: SPV GmbH             | –  | –   |                        |
| „—” album nie był notowany. |                                                         |    |     |                        |

Albumy wideo
| Tytuł                   | Dane dot. albumu                                        | Certyfikat             |
| ----------------------- | ------------------------------------------------------- | ---------------------- |
| Alleys & Motorways      | - Data: 18 listopada 1997 - Wydawca: Interscope Records | - CAN: platynowa płyta |
| Zen X Four              | - Data: 28 maja 2002 - Wydawca: SPV GmbH                |                        |
| Zen X Four              | - Data: 15 listopada 2005 - Wydawca: Kirtland Records   |                        |
| Live!                   | - Data: 1 marca 2013 - Wydawca: earMUSIC                |                        |
| Live from Austin, Texas | - Data: 15 kwietnia 2013 - Wydawca: TourGigs            |                        |

Albumy koncertowe
| Tytuł      | Dane dot. albumu                                      |
| ---------- | ----------------------------------------------------- |
| Zen X Four | - Data: 15 listopada 2005 - Wydawca: Kirtland Records |